# Gersthofer SV
Gersthofer SV is een Oostenrijkse voetbalclub uit Gersthof en deel van Währing dat een stadsdistrict is van de hoofdstad Wenen.

## Geschiedenis
Er wordt al sinds 1909 voetbal gespeeld in Gersthof maar de voetbalclub werd pas drie jaar later officieel opgericht. Tussen 1919 en 1921 werkte de club zich van de vierde naar de tweede klasse op en in 1922 werd de club vierde.
In deze tijd was de club vrij populair en bij een vriendschappelijke wedstrijd tegen Rapid Wien kwamen 8000 toeschouwers opdagen. Nadat in 1924 het professionalisme werd ingevoerd degradeerde de club vrijwillig naar de derde klasse. Het volgende jaar promoveerde de club en werd ook professioneel en speelde tot 1932 in de tweede klasse.
Na de Tweede Wereldoorlog kon de club niet meer aanknopen met eerdere successen en zakte weg naar de lagere klassen. Sinds 1999 speelt de club in de Wiener Stadtliga (vierde klasse).